# Готфрід (пфальцграф Рейнський)
Готфрід фон Кальв (нім. Gottfried von Calw; д/н — 6 лютого 1131) — 3-й пфальцграф Рейнський в 1113—1129 роках, дипломат часів Священної Римської імперії.

## Життєпис
Походив зі знатного швабського роду фон Кальв. Молодший син графа Адальберта II фон Кальв та Вільтруди, доньки Годфріда III, герцога Верхньої Лотарингії. Про дату народження та молоді роки відомостей обмаль.
У 1094 або 1095 році отримав графство Кальв, після того як батько пішов до монастиря. 1095 року стає фогтом Гірзау. Деякий час був прихильником імператора Генріха IV. У 1105 році перейшов на бік сина останнього Генріха, сприяв тому 1106 року стати королем Німеччини.
У 1110—1111 роках брав участь у поході імператора до Італії. Відзначився під час перемовин в Порто Мармоло в Римі та Туррі на Сардинії. Сприяв дипломатичному визнанню Генріха V. За це 1113 року після загибелі Зигфріда фон Балленштедта отримав Рейнське пфальцграфство. 1114 року вступив у конфлікт з Адальбертом фон Саарбрюкенським, архієпископом Майнца, та його братом Бруно фон Бреттеном, архієпископом Тріра. 1115 року імператор призначив Готфрида разом з Фрідріхом II, герцогом Швабії, та Конрадом фон Штауфеном намісником у Німеччині. 1119 року брав участь у перемовинах з французькими представниками в Музоні (Арденни).
1122 року брав активну участь в укладанні Вормського конкордату. Втім основну увагу приділяв боротьбі проти Майнца і Тріра. Смерть Генріха V 1125 року послабила становище фон Кальва, оскільки новий імператор — Лотар II був противником свого попередника. Останній 1126 року передав пфальцграфство Вільгельму фон Балленштедту. Через неповноліття того, Готфрид не поспішав передавати йому володіння. Але 1129 року змушений був це зробити.
Після цього перебрався до графства Кальв, де помер 1131 року. За його спадщину вступили в суперечку небіж Адальберт IV фон Кальв-Льовенштайн та зять Вельф VI. Зрештою графство Кальв перейшло до Адальберта IV, решта володінь — отримали донька Ута та її чоловік.

## Родина
Дружина — Луїтгарда, донька герцога Бертольда II фон Церінгена.
Діти:
- Готфрід (д/н—1131)
- Луїтгарда
- Ута (1115/1120—1197), дружина Вельфа VI, маркграфа Тоскани